# Fires at Midnight
Fires at Midnight è il terzo album del gruppo musicale britannico Blackmore's Night.

## Tracce
1. Written in the Stars - 4:50
2. The Times They Are a-Changin' - 3:33 (Cover di Bob Dylan)
3. I Still Remember - 5:42
4. Home Again - 5:28
5. Crowning of the King - 4:32 (rielaborazione de 'La Morisque' di Tielman Susato)
6. Fayre Thee Well - 2:08
7. Fires at Midnight - 7:36 (tradizionale attribuita ad Alfonso X di Spagna)
8. Hanging Tree - 3:47
9. Storm - 6:12
10. Mid Winter's Night - 4:30
11. All Because of You – 3:37
12. Waiting Just for You - 3:17
13. Praetorious (Corante) - 1:57
14. Benzai-Ten - 3:52
15. Village on the Sand - 5:04
16. Again Someday - 1:42

## Formazione
- Candice Night, voce
- Ritchie Blackmore, chitarra elettrica, chitarra acustica, basso, mandolino, tamburo, tamburello
- Jens Johansson, tastiera
- Jeff Glixman, tastiera
- Kevin Dunne, batteria